# Grupo Golin
O Grupo Golin é uma empresa de agronegócio presente em 9 estados do Brasil, com mais de 300 mil hectares espalhados por todo o pais, criado pelo empresário paranaense Paulo Golin, de família de lavradores.  Sua história tem início no Mato Grosso do Sul, com o arrendamento da primeira fazenda da empresa. Uma década depois, nos anos 90, a chegada do Grupo Golin ao Piauí marcou a introdução de uma nova cultura no estado: a soja.
Em 2005, o Grupo Golin ingressou na pecuária e as fazendas do grupo comercializam 80 mil cabeças por ano. Estima-se que o Grupo Golin já tenha gerado mais de 3500 empregos, construído 5 escolas rurais e 1 delegacia.
O Grupo Golin mantém fazendas autossustentáveis detentoras do selo GLOBALGAP, que permite exportação de carne para a União Europeia, como por exemplo a Fazenda Canada.
- Grupo Golin  (05 de setembro de 2016). Excelência em agricultura, pecuária e consultoria em agronegócios transformam Grupo Golin em case de sucesso. Press release.

De acordo com a Revista DBO, em 2011, dos 40 mil animais confinados pelo Grupo Golin, 80% eram novilhos e novilhas de no máximo treze meses de idade, abatidos com peso médio de 17 e 14@, respectivamente. Cerca de 12 mil vieram de fazendas do grupo no Mato Grosso, mas a maioria - 15.938 cruzados e 5.313 Nelores - foi produzida nas Fazendas 2000 e Canadá, em Jussara, GO, que participam do Marfrig Club e contam com o certificado Globalgap (antiga Lista Traces), o que significa que estão aptas a exportar para a União Europeia.
O grupo se especializou também na consultoria de agronegócios, em parcerias que captam capital nacional e estrangeiro para investimentos em terras brasileiras. Em 2007, a empresa, em conjunto com a Tiba Agro, especializada na compra e gerenciamento de propriedades, trouxe diversos investidores para o Brasil, comercializando mais de 300 mil hectares até o ano de 2010 nos estados do Maranhão, Piauí,  Bahia, Tocantins e Mato Grosso.
Em 2012, a parceria com  Metlife, trouxe para o país mais de 1 bilhão de dólares em investimentos, revertidos em uma captação de mais de 85 milhões de dólares para os grupos Golin e Franciosi.
O Grupo Golin é conhecido por bater o recorde mundial de venda de uma bezerra, com a vaca [Mercedita 1 FlV GGOL], criada na Fazenda Redeza, em Itapetininga (SP); a campeã da 42ª Expoinel 2012/2013 foi vendida aos 11 meses por R$2.160.000,00. No ano de 2016, de acordo com o Canal Rural, o lote mais valorizado do Leilão Raça Forte foi MERCEDITA FIV GGOL, a mãe da Campeã Nacional Mercedita I FIV GGOL.
1. ↑  «Agência o Globo». Paulo Golin, a trajetória de um homem da terra. Agência o Globo. 16 de setembro de 2016. Consultado em 18 de setembro de 2016
2. ↑  «Excelência em agricultura, pecuária e consultoria em agronegócios transformam Grupo Golin em case de sucesso». Portal Comunique-se. Portal Comunique-se. 5 de setembro de 2016. Consultado em 11 de setembro de 2016
3. ↑  Revista DBO, Uma Safra de Bois a Cada Ano, p. 4, 84, 85, 86, 87, 88, 89, 90 , 91, 92, 93, 94, 95 - Ano 31 - n 377 - 2012
4. ↑  Elitte Rural, Campeã - Mercedita I FIV GGOL é o destaque da Expoinel 2013, p. 28, 29 - Edição 2 - n.1 - 2013
5. ↑  «Canal Rural». Raça Forte: três anos de leilão, três anos de sucesso. Canal Rurak. 5 de maio de 2016. Consultado em 18 de setembro de 2016